# 德勝門 (南昌)
德勝門，南昌明代七大城門之一，又名望雲門。其遺址位於今南昌勝利路北端，城門外即今八一大橋，是通往贛江北岸红谷滩新区和新建縣的必經要道。
城門外的右側原有一片沙地，舊時作為刑場之用，因此有“殺人放火德勝門”或“兇神惡煞德勝門”的俗諺。
Template:七門九洲十八坡